# Castell (Unterfranken)

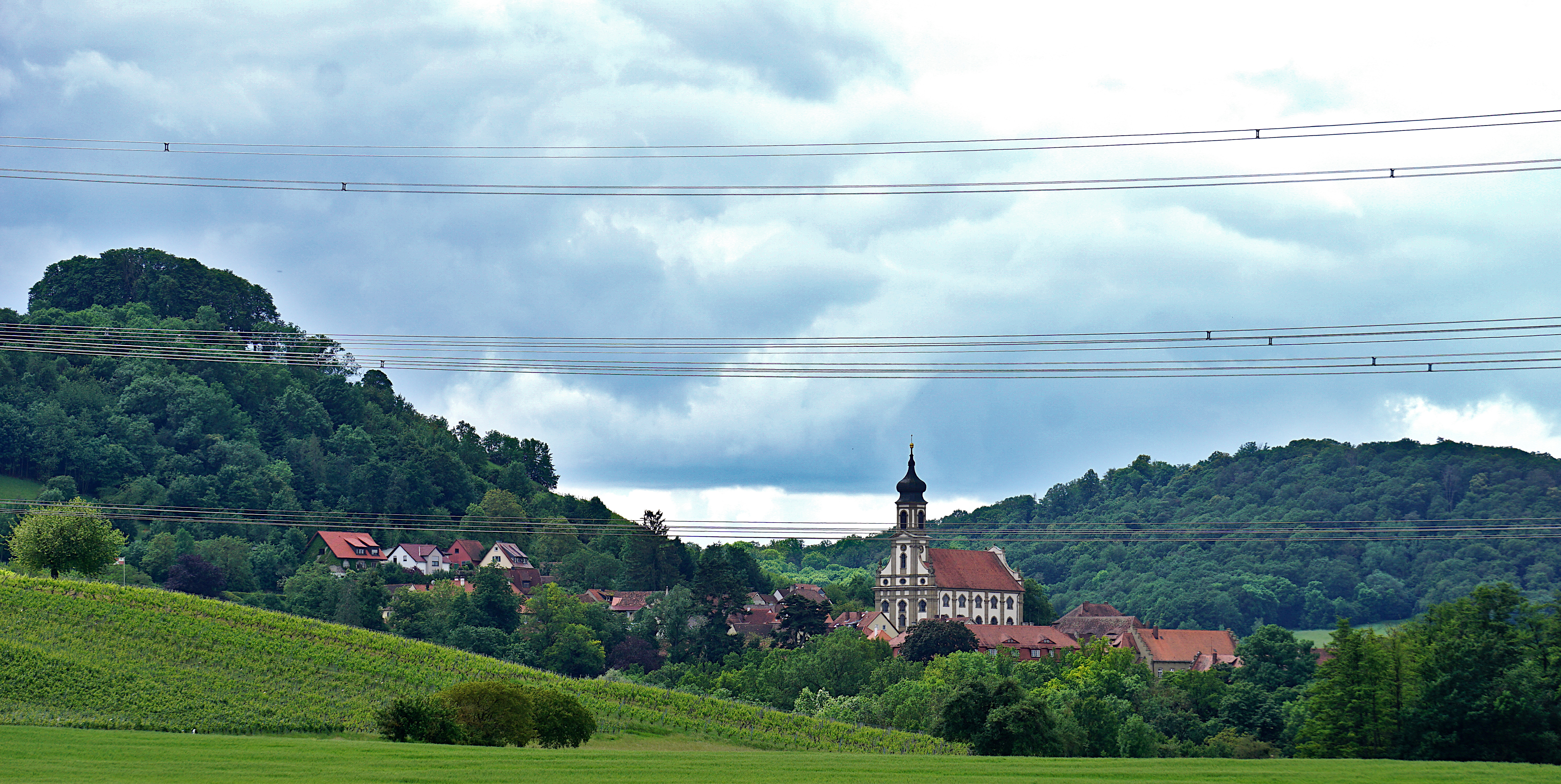
Castell vom Norden aus

Castell ist eine Gemeinde im unterfränkischen Landkreis Kitzingen und ein Mitglied der Verwaltungsgemeinschaft Wiesentheid. Der gleichnamige Hauptort ist Sitz der Gemeindeverwaltung; Dieser ist eng mit der Fürstenfamilie Castell verbunden, die hier ihren Stammsitz hat.
Die besondere Bedeutung Castells ist darin begründet, dass es bis 1806 Hauptort der reichsunmittelbaren Grafschaft Castell war. Aufgrund der früheren Eigenständigkeit ist der Ort auch Sitz des Dekanats Castell, einem Dekanat der Evangelisch-Lutherischen Kirche in Bayern.

## Geografie

### Geografische Lage
Die Gemeinde liegt am westlichen Rand des Steigerwalds im Landkreis Kitzingen. Der Casteller Herrenberg (397 m) hat eine kulturhistorische Bedeutung, weil sich dort die Keimzelle der Grafschaft Castell befindet. Am Herrenberg und am Greuther Berg (457 m) wird Weinbau betrieben. Der Sandberg bei Wüstenfelden ist mit 481 m die höchste Erhebung des Landkreises Kitzingen.

### Gemeindegliederung
Es gibt sieben Gemeindeteile (in Klammern ist der Siedlungstyp angegeben):
- Castell (Pfarrdorf)
- Forsthaus (Einöde)
- Geiersmühle (Einöde)
- Greuth (Kirchdorf)
- Gründleinsmühle (Einöde)
- Trautberg (Weiler)
- Wüstenfelden (Dorf)

### Nachbargemeinden
Nachbargemeinden sind (von Norden beginnend im Uhrzeigersinn): Abtswind, Geiselwind, Oberscheinfeld, Iphofen, Wiesenbronn und Rüdenhausen.

### Schutzgebiete

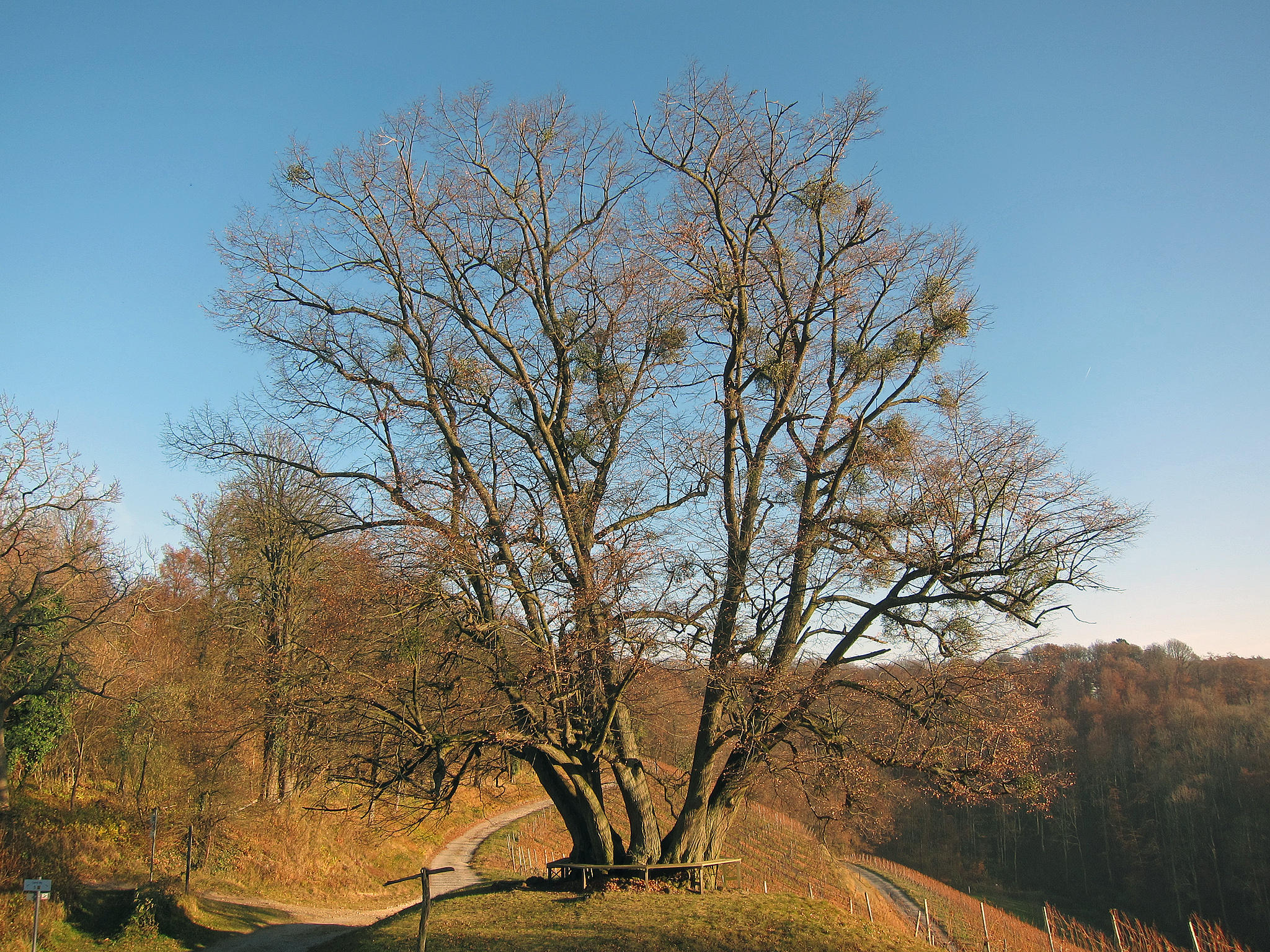
Grafen- oder Burglinde in Castell

Um Castell sind mehrere Gebiete unter Schutz gestellt. Teile des Landschaftsschutzgebietes innerhalb des Naturparks Steigerwald ziehen sich bis unmittelbar südlich des Dorfes hin. Im Südwesten befindet sich ein Fauna-Flora-Habitat mit dem Namen „Vorderer Steigerwald mit Schwanberg“. Es ist zugleich Vogelschutzgebiet. Dort wurden in der Vergangenheit Steine gebrochen. Ein Geotop beim sogenannten Kugelspiel-Steinbruch hat sich erhalten.
Daneben wurden vier Objekte zu Naturdenkmälern erklärt. Dazu gehören der Schlosspark im Norden des Ortes und der sogenannte Tränksee zwischen Castell und Wüstenfelden. Östlich des Ortes steht als Solitärbaum ein etwa 100 Jahre alter Speierling, der als dickster Speierling Unterfrankens gilt. Die Grafen- oder Burglinde steht in der Nähe des Turmhügels Altcastell. Ihre Krone hat einen Durchmesser von 20 m.

## Geschichte

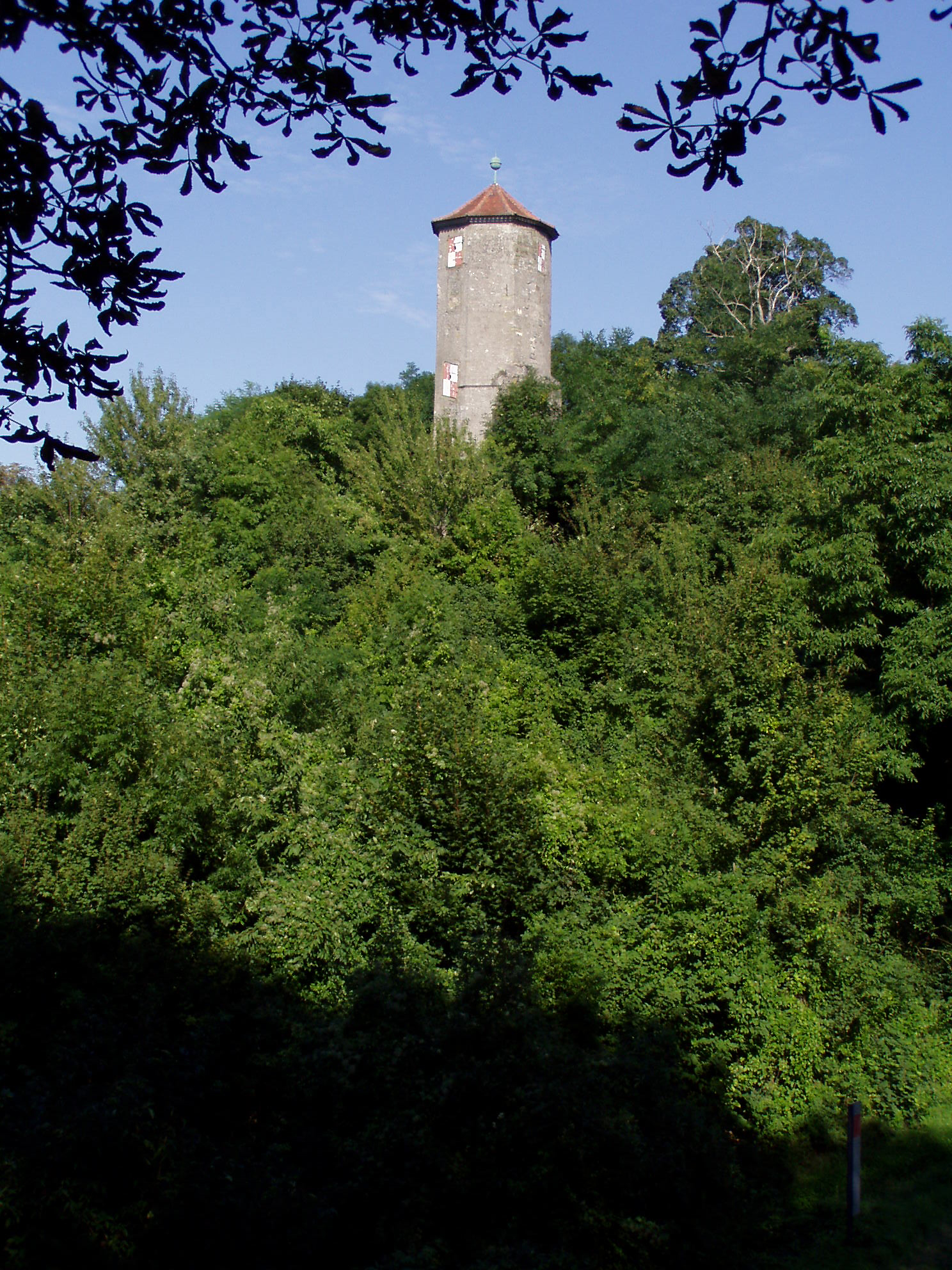
Der Treppenturm des alten Casteller Schlosses auf dem Casteller Schlossberg

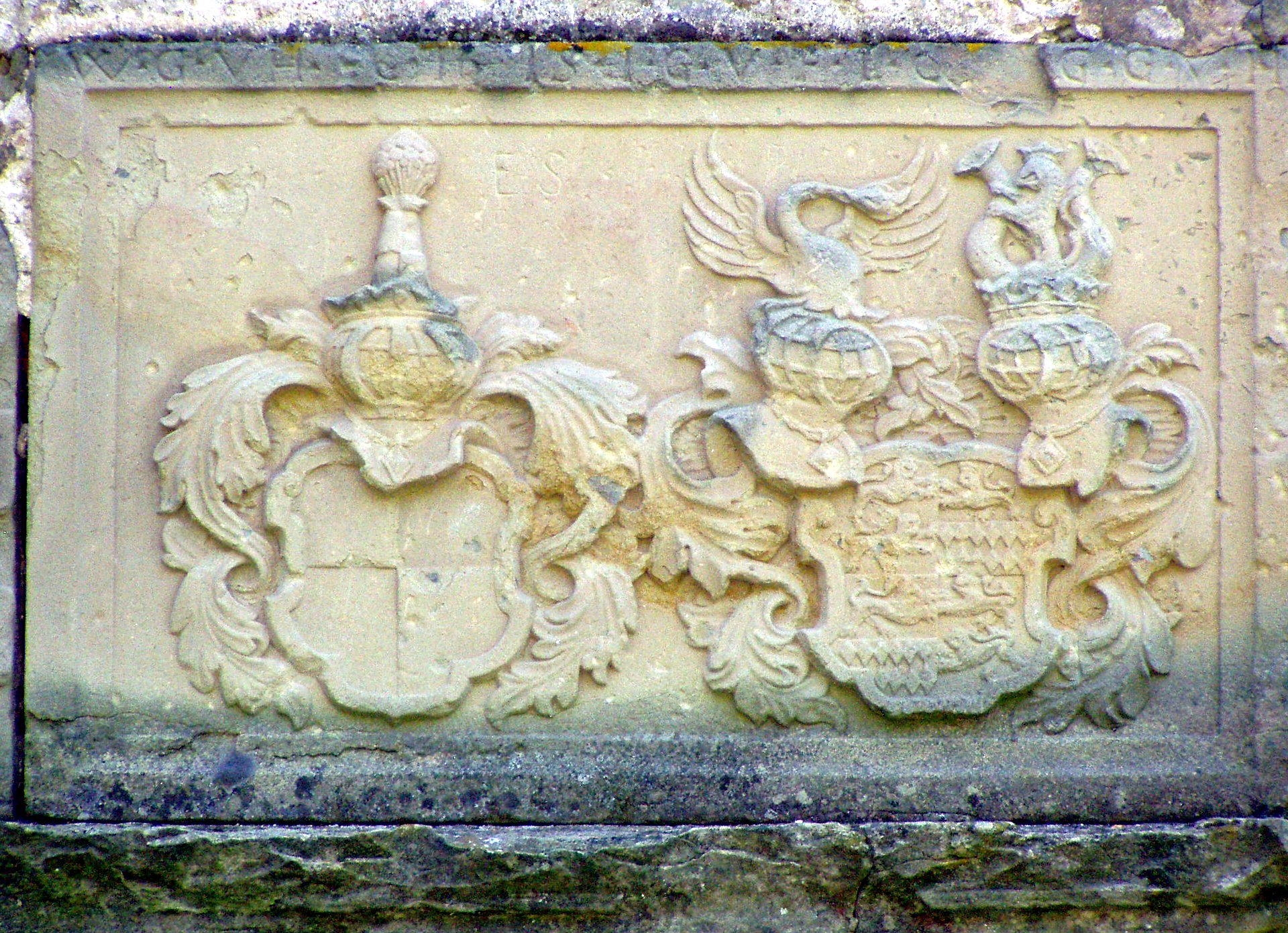
Die Wappen des Bauherren-Ehepaars am Treppenturm, Oberes Schloss: links Graf Castell / rechts Gräfin Hohenlohe

### Bis zur Gemeindegründung
Castell (von lateinisch Castellum, „Burg“) wurde 816 erstmals in der Gründungsurkunde des Klosters Megingaudshausen: 14 erwähnt. Die Benediktiner übernahmen 877 die Abtei Münsterschwarzach nach dem Tod der letzten Äbtissin des karolingischen Eigenklosters. Der Name Castell legt nahe, dass bereits in dieser Zeit eine Burganlage existierte, die der Stammsitz der gleichnamigen Adelsfamilie Castell war. Sie hatte auch die Herrschaft über einen großen Teil des Gemeindegebiets. Im Jahr 1091 nannte sich Rupreth, der Ahnherr der Grafen zu Castell, nach dem Ort (Rupreth oder Ruppert de Castello). Ab 1202 trugen diese Edelfreien von Castell den Grafentitel. Seit 1228 brachten sie den Zusatz dei gratia an.: 14
Um das Jahr 1266 wurden in einem Teilungsvertrag der Grafen Hermann I. und Heinrich II. von Castell erstmals zwei Burganlagen erwähnt, das „castrum dictum“ und die „purch ze Kastell“.: 14 Die vordere Burg auf dem Casteller Herrenberg fiel durch Verpfändung 1328 an die späteren Markgrafen von Brandenburg-Ansbach, so dass der Ort bis 1684 geteilt war. Die obere Burg auf dem benachbarten Schlossberg blieb im Besitz der Grafen zu Castell. Nachdem beide Burgen des Ortes im Bauernkrieg 1525 zerstört worden waren, blieb die Burg auf dem Herrenberg eine Ruine, von der heute nichts mehr zu sehen ist. Der brandenburgische Verwaltungssitz kam nach Kleinlangheim.: 15 Nur die obere Burg auf dem Schlossberg wurde wieder aufgebaut. Eine erhebliche Verstärkung der Befestigung fand 1553 im zweiten Markgräflerkrieg statt.: 15 Nach dem Bau des neuen Barockschlosses im Ortskern von Castell verlor das Bergschloss seine Nutzung als Wohnsitz der Casteller Grafen und verfiel allmählich, nur der markante Treppenturm am Steigerwaldhang blieb erhalten. Über seinem Eingang befinden sich die Jahreszahl 1615 und die Anfangsbuchstaben der Namen derer, die das Schloss von 1607 bis 1615 renovierten und erweiterten.: 15
Mitte des 16. Jahrhunderts schloss sich Castell der Reformation an. Im Jahr 1684 gelang es Graf Wolfgang Dietrich zu Castell, die brandenburgischen Teile der früheren Grafschaft zurückzukaufen; im neu erworbenen Ortsteil errichtete er in den Folgejahren das Residenzschloss. Etwa hundert Jahre später erfolgte in den Jahren 1784–1788 der Neubau der Kirche St. Johannis.
Nachdem Castell zuvor Hauptort der reichsständischen Grafschaft Castell (mit etwa 10.000 Einwohnern) gewesen war, verlor es im Jahr 1806 durch die Pariser Verträge (Rheinbundakte) seine Selbstständigkeit. Die Grafschaft wurde dem Königreich Bayern unterstellt, der Übergang unter die bayerische Herrschaft erfolgte am 26. September 1806. Mit dem Gemeindeedikt von 1818 entstand die Ruralgemeinde Castell.

### 20. Jahrhundert
Anfang des 20. Jahrhunderts wurde das Archiv der Fürsten durch August Sperl geordnet; der Historiker verfasste ein Standardwerk zur Geschichte des Hauses Castell.
In Castell kam es durch Christel Felizitas Schmid 1950 zur Gründung der Communität Casteller Ring, die sich nach dem Ort benannte. Der evangelische Orden zog 1957 auf den Schwanberg, auf dem sich noch heute sein Mutterhaus befindet.

### Wüstungen
Die Wüstung Dürnitz lag als kleines Dorf im Gebiet um Castell. Sie wurde im 14. Jahrhundert aufgegeben. Als Weiler existierte westlich des Dorfes Bernbuch, das ebenfalls im 14. Jahrhundert verlassen wurde.

### Verwaltungsgemeinschaft
Die Gemeinde gehört zur Verwaltungsgemeinschaft Wiesentheid.

### Eingemeindungen
Im Zuge der Gebietsreform in Bayern wurden am 1. Juli 1977 die Gemeinden Greuth und Wüstenfelden eingegliedert.

### Einwohnerentwicklung
Im Zeitraum 1988 bis 2018 stieg die Einwohnerzahl von 801 auf 819 um 18 Einwohner bzw. um 2,3 %. 1992 hatte die Gemeinde 877 Einwohner.
Quelle: BayLfStat

## Heutiger Ort

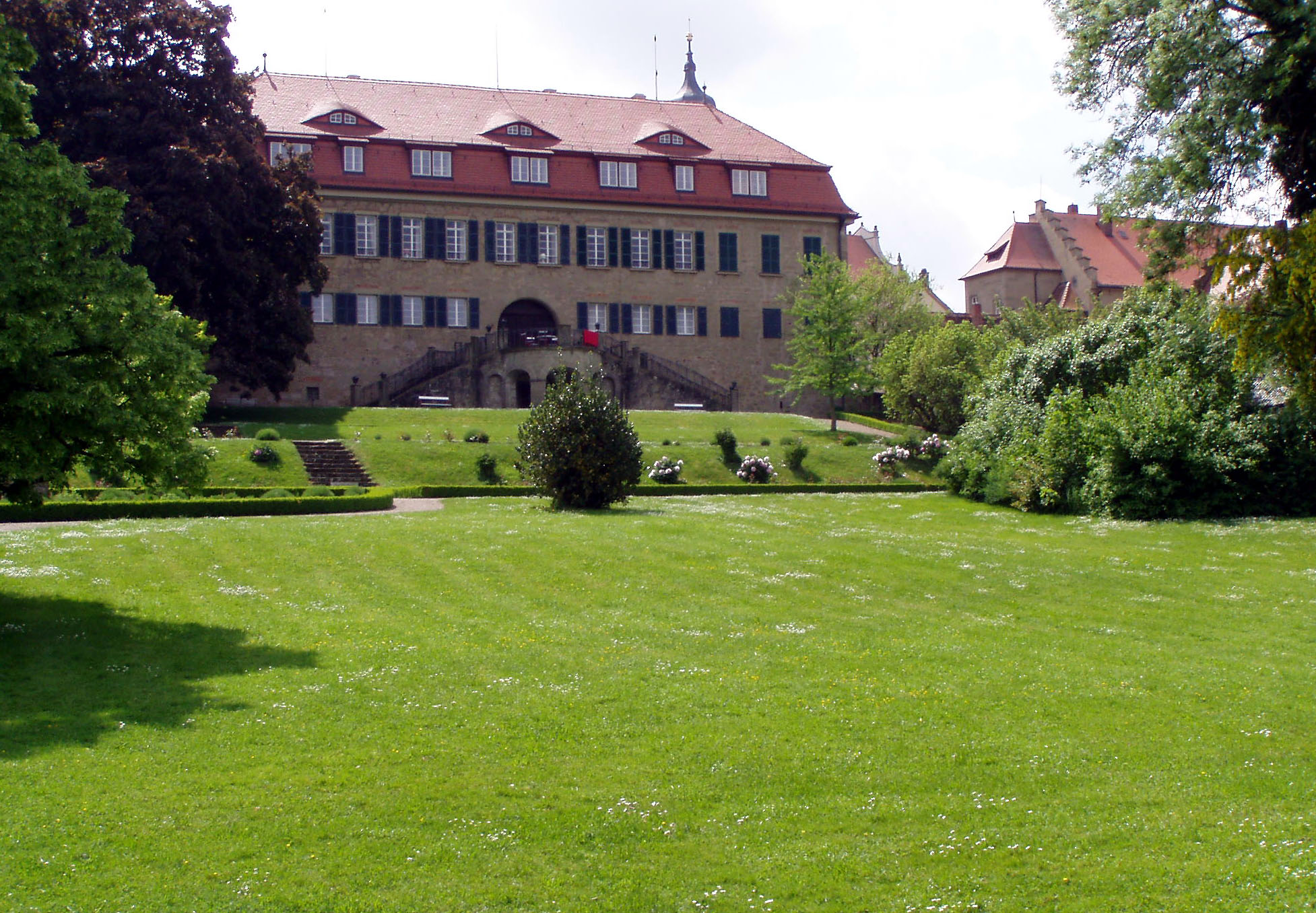
Fürstliches Schloss in Castell

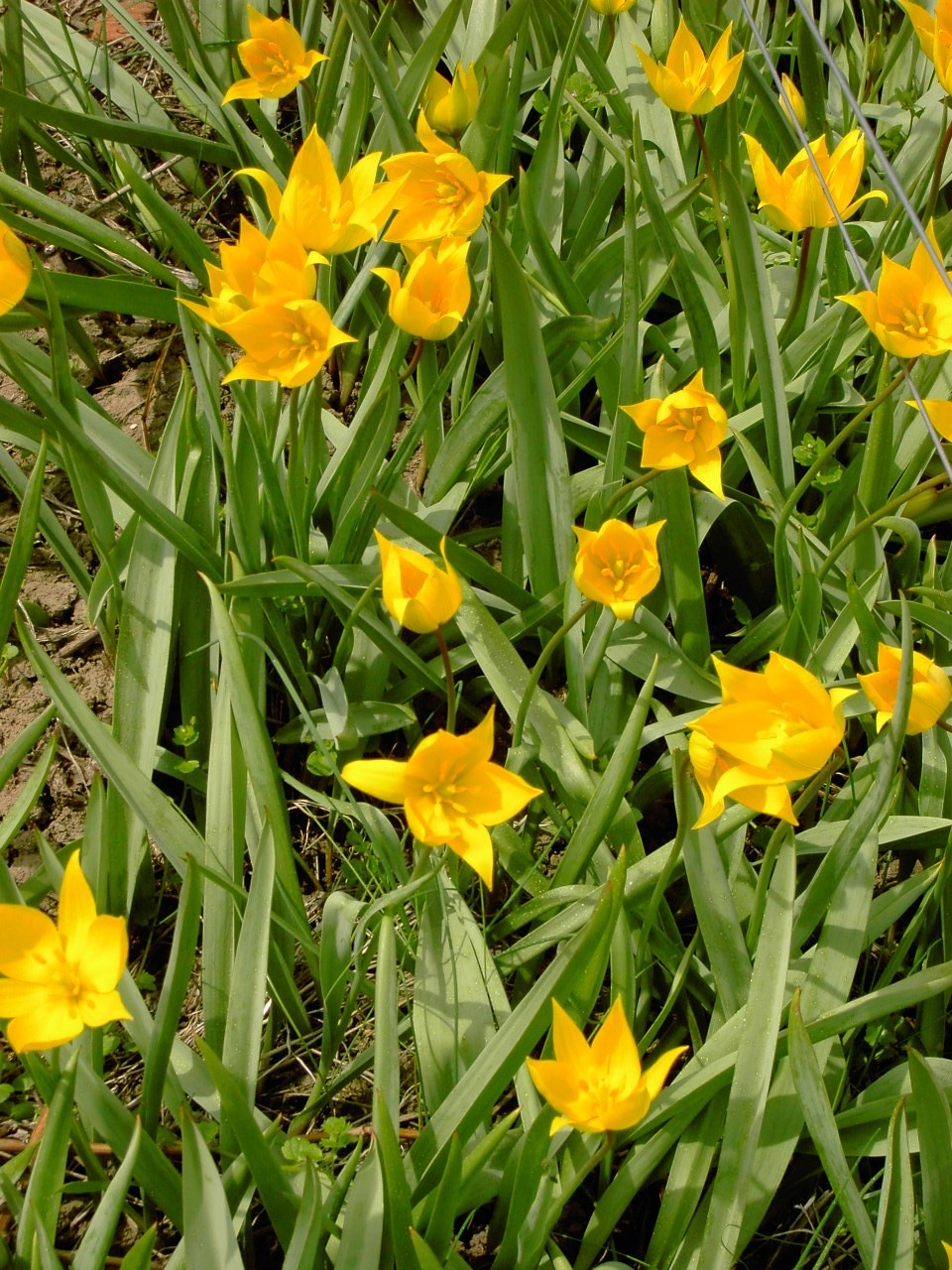
Blühende Tulpen in den Weinbergen von Castell

Castell ist der Stammsitz der Fürsten zu Castell-Castell. Zum Fürstenhaus gehören die Fürstlich Castell’sche Bank, Credit-Casse AG (Castell-Bank), deren Geschichte bis in das Jahr 1774 zurückgeht und die damit die älteste Bank Bayerns ist, Forstbetriebe und das Fürstlich Castell’sche Domänenamt (Weinbau).
Die besondere Ortsgeschichte zeigt sich im Ortsbild und in der Architektur. Von touristischem Interesse sind vor allem die Kirche, das barocke Schloss mit Schlossgarten, das Wildbad aus der Renaissance und verschiedene herrschaftliche Häuser.
Die Gemeinde ist für den Weinbau bekannt, der dort eine lange Tradition hat. Neben kleinen Betrieben produziert insbesondere das Fürstlich-Castell’sche Domänenamt Spitzenweine. Über Franken hinaus werden die Lagen Casteller Kirchberg, Casteller Bausch und Greuther Bastel von Kennern geschätzt. Bevorzugte Rebsorte ist die Silvanertraube, welche hier 1659 zum ersten Mal auf deutschem Boden gepflanzt wurde.
Jährlich Ende April, Anfang Mai sind die Weinberge von Castell ein Anziehungspunkt für zahlreiche Besucher. Die Wildtulpen (Tulipa sylvestris) zeigen in den Weinbergen des Steigerwaldortes ihre verschwenderische Blütenpracht. Einen besonderen Kontrast bilden dazu noch in einigen Anlagen die blauen Traubenhyazinthen. Den geschützten Blumen zu Ehren findet das Weinbergstulpenblütenfest, ein Frühschoppen in den Weinbergen, statt.
Der Überlieferung nach soll die geschützte Weinbergstulpe bereits während der Kreuzzüge aus dem östlichen Mittelmeerraum in Castell eingeführt worden sein.

## Politik

### Bürgermeister
Seit 1. Mai 2020 ist Christian Hähnlein (Wählergruppe Wüstenfelden) Erster Bürgermeister. Dieser wurde in der Stichwahl vom 29. März 2020 mit 54,5 % der Stimmen gewählt. Dessen Vorgänger war vom 1. Mai 2002 bis 30. April 2020 Jochen Kramer (Freie Wählergemeinschaft).

### Marktgemeinderat
Die 2008, 2014 und 2020 führten zu den folgenden Sitzverteilungen im Gemeinderat:
|                                          | 2008 | 2014 | 2020 |
| ---------------------------------------- | ---- | ---- | ---- |
| Freie Wählergemeinschaft Castell         | 5    | 5    | 5    |
| Freie Wählergemeinschaft Ortsteil Greuth | 2    | 2    | 2    |
| Wählergruppe Wüstenfelden                | 1    | 1    | 1    |
| Gesamt                                   | 8    | 8    | 8    |

### Wappen
|                    | Wappen der Gemeinde Castell (Unterfranken) |
| Wappen von Castell | Blasonierung: „Geviert von Rot und Silber, aufgelegt eine goldene Burg.“ |
| Wappen von Castell | Wappenbegründung: Das heutige Wappen wurde nach einem Dorfgerichtssiegel des 17. Jahrhunderts gestaltet. Mit der Vierung von Silber und Rot ist es das Stammwappen der Familie Castell und wurde in das heutige Wappen übernommen. Die Burg steht redend für den Ortsnamen, weil eine Burg in der heutigen Schreibweise auch als Kastell bezeichnet werden kann. Das Wappen wurde durch das Innenministerium am 17. November 1964 genehmigt und seitdem geführt. |

## Kultur und Sehenswürdigkeiten

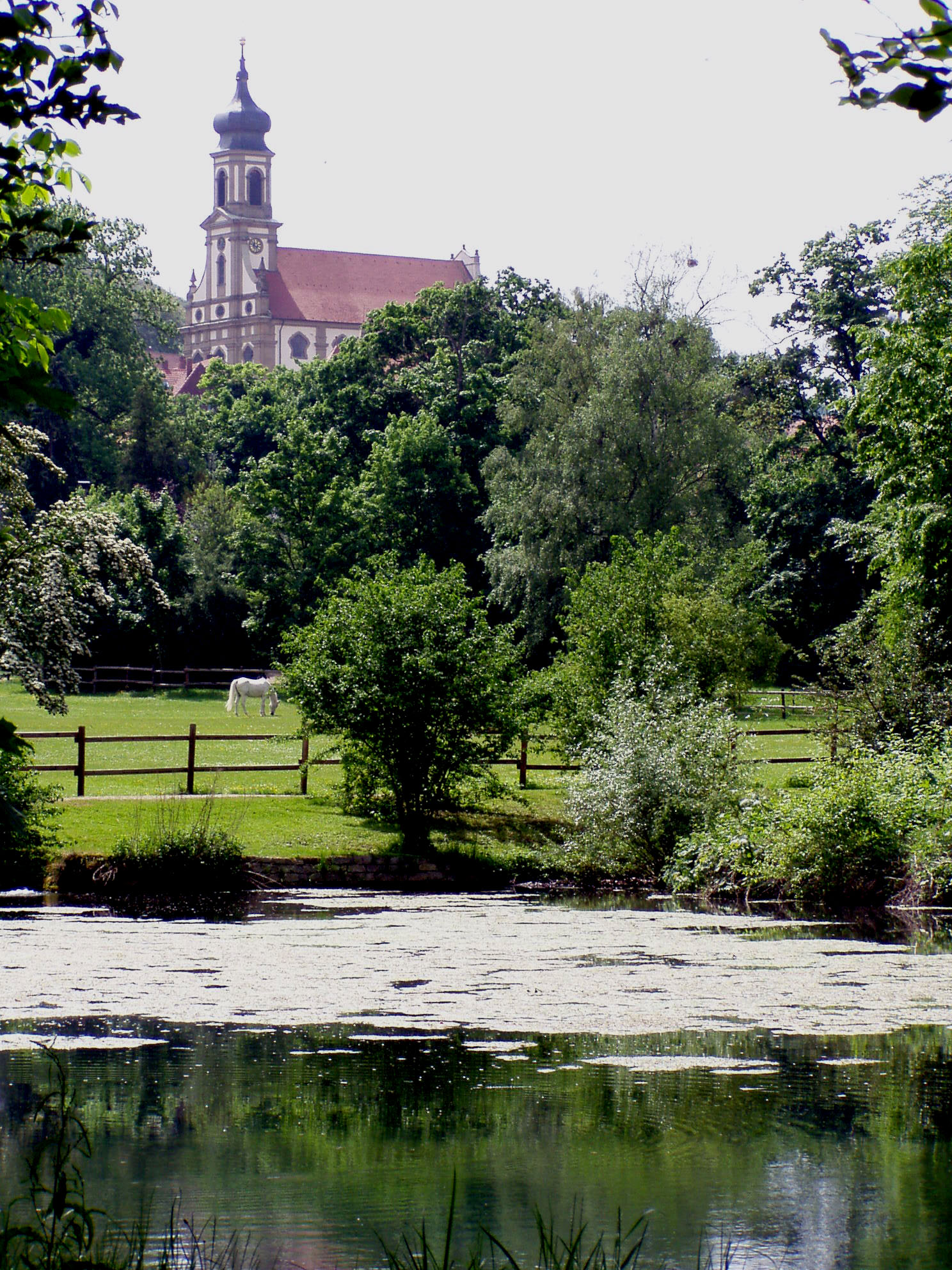
Casteller Grafschaftskirche vom Schlosspark gesehen

### Bauwerke
Trotz der geringen Größe besitzt der Ort einige bauliche Sehenswürdigkeiten. Dies geht auch auf die Herrschaft der Grafen von Castell zurück, die den Ort zu allen Zeiten aus- und umbauen ließen.

#### St. Johannes
Die Kirche St. Johannes befindet sich auf einer Terrasse am Hang des Herrenbergs im Oberdorf. Sie wurde im 18. Jahrhundert vom Landbauinspektor Joseph Albert geschaffen und zeichnet sich insbesondere durch die Kombination aus barocken Bauelementen mit klassizistischer Stuckierung aus. Sie ist die Hauptkirche des evangelisch-lutherischen Dekanats Castell.

#### Schloss und Schlosspark
Das Schloss Castell ist auch heute noch der Sitz der Familie der Fürsten zu Castell-Castell. Es entstand an dieser Stelle im 17. Jahrhundert auf dem Grund eines dörflichen Freihofs. Als Baumeister konnte der Künzelsauer Peter Sommer gewonnen werden. Die frühbarocke Dreiflügelanlage war die erste ihrer Art in Franken und wurde im 19. Jahrhundert von einem englischen Landschaftspark umgeben, der heute weite Teile des Dorfes einnimmt.

#### Burgruinen
Neben dem Schloss im Dorf existieren auf dem Herrenberg oberhalb Castells die Reste des sogenannten Oberschlosses. Es war seit dem 13. Jahrhundert Stammsitz der Grafen von Castell und wurde nach Zerstörungen im Dreißigjährigen Krieg dem Verfall preisgegeben. Bis heute hat sich lediglich ein Treppenturm erhalten, Geländespuren weisen allerdings auf die Größe der ehemaligen Anlage hin.
Dem ehemaligen Sitz der Familie vorgeschoben befand sich im Mittelalter eine weitere Burg, die auch ursprünglich den Grafen zu eigen war. 1328 ging die Anlage allerdings in den Besitz der Burggrafen von Nürnberg über, die von hier aus ihr Amt Castell verwalten ließen. Die Zerstörungen im Bauernkrieg 1525 beendeten die Existenz der Burg. Von ihr hat sich heute lediglich der Turmhügel erhalten.

#### Wildbad
1399 wurde Castell als Kurort mit seinem Wildbad: 18 und 19 zum ersten Mal erwähnt. Sein heilendes Bitterwasser war so beliebt, dass der Wiesenbronner Baumeister Martin Haag 1601 ein großes Badehaus mit Renaissancegiebeln errichten konnte. Am Ende des 17. Jahrhunderts musste nach den langen Kriegsjahren der Betrieb eingestellt werden. Bis heute sind im Keller die Baderäume unter dem von zehn Säulen getragenen Kreuzgewölbe erhalten. Den zweigeschossigen Renaissancebau führten die Besitzer einer neuen Nutzung zu. Er diente als Justiz- und Regierungskanzlei. Hier wurde 1774 die älteste Bank Bayerns, die Fürstlich Castell’sche Bank, Credit-Casse AG, gegründet. Schließlich richtete August Sperl von 1902 bis 1907 das Fürstlich Castell’sche Archiv hier ein.

#### Ehemalige Verwaltungsgebäude der Herrschaft
Das Ortsbild von Castell wird von einer Vielzahl an Baulichkeiten geprägt, die in der Vergangenheit Teil des herrschaftlichen Besitzes waren oder bis heute in Besitz des Hauses Castell sind. Darunter sind Verwaltungsbauten, aber auch Witwensitze und Privathäuser. Im 18. Jahrhundert entstand ein Bautyp, der immer wieder bei der Anlage solcher Bauten Verwendung fand: Häufig schließen die Verwaltungsbauten mit einem Halbwalmdach ab, das an ältere fränkische Vorbilder erinnert. Beispiele für die Verwaltungsbauten sind:
- Bergstraße 2 (Castell), ehemalige Beamtendienstwohnung
- Bergstraße 3 (Castell), sogenanntes Schlösschen, Witwen- und Alterssitz des Hauses
- Bergstraße 5 (Castell), neues Amtshaus zur Verwaltung der Grafschaft
- Im Oberdorf 1 (Castell), ehemalige Beamtenwohnung
- Im Oberdorf 9 (Castell), altes Amtshaus zur Verwaltung der Grafschaft
- Rathausplatz 1 (Castell), ehemaliger Sitz der Castell-Bank und der fürstlichen Forstverwaltung
- Kirchberger Gut (heutige Adressen Im Oberdorf 4, 6), im 18. Jahrhundert Hofgut der Grafen

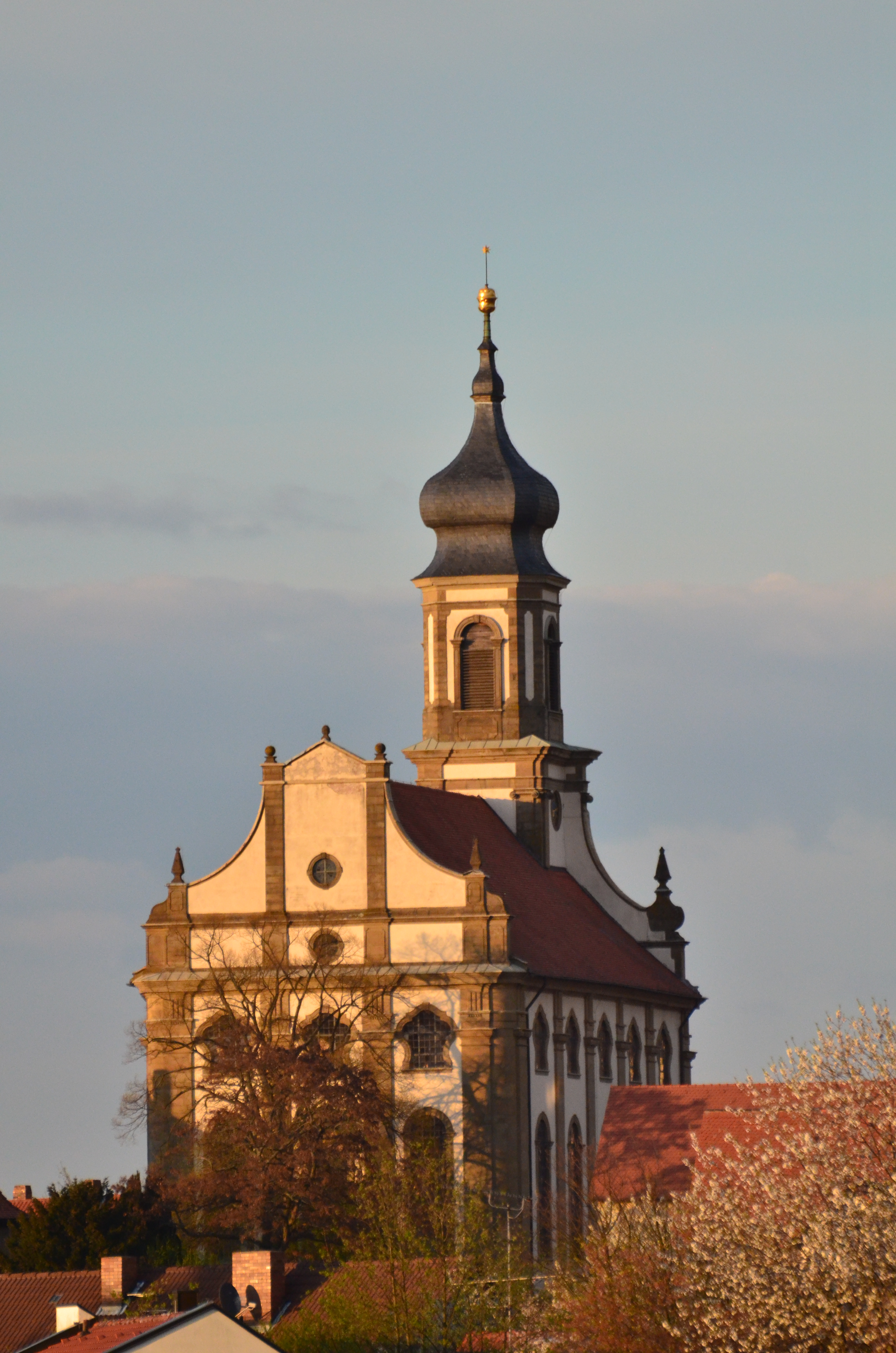
Die Johanneskirche
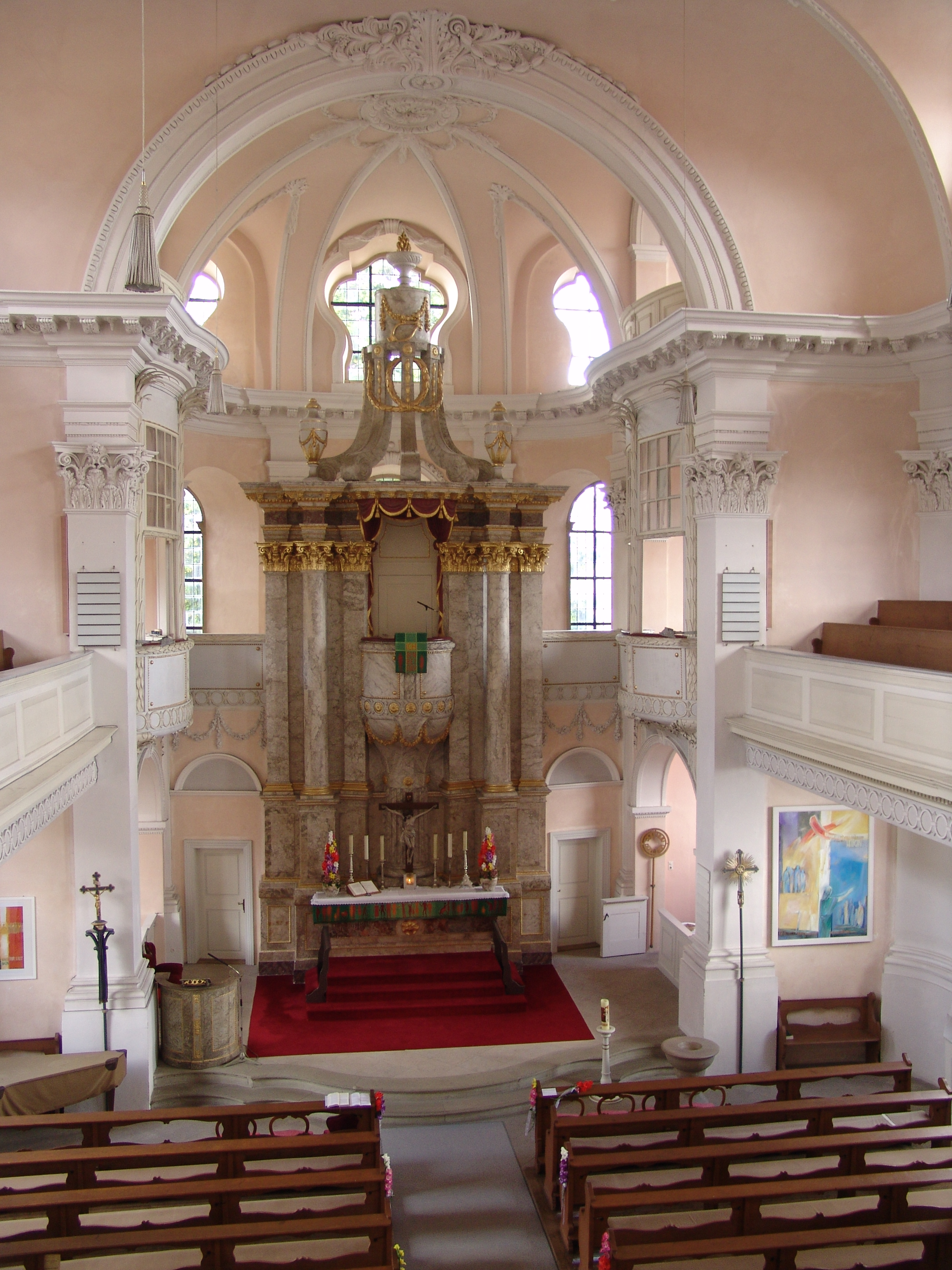
Das Kircheninnere mit dem Kanzelaltar
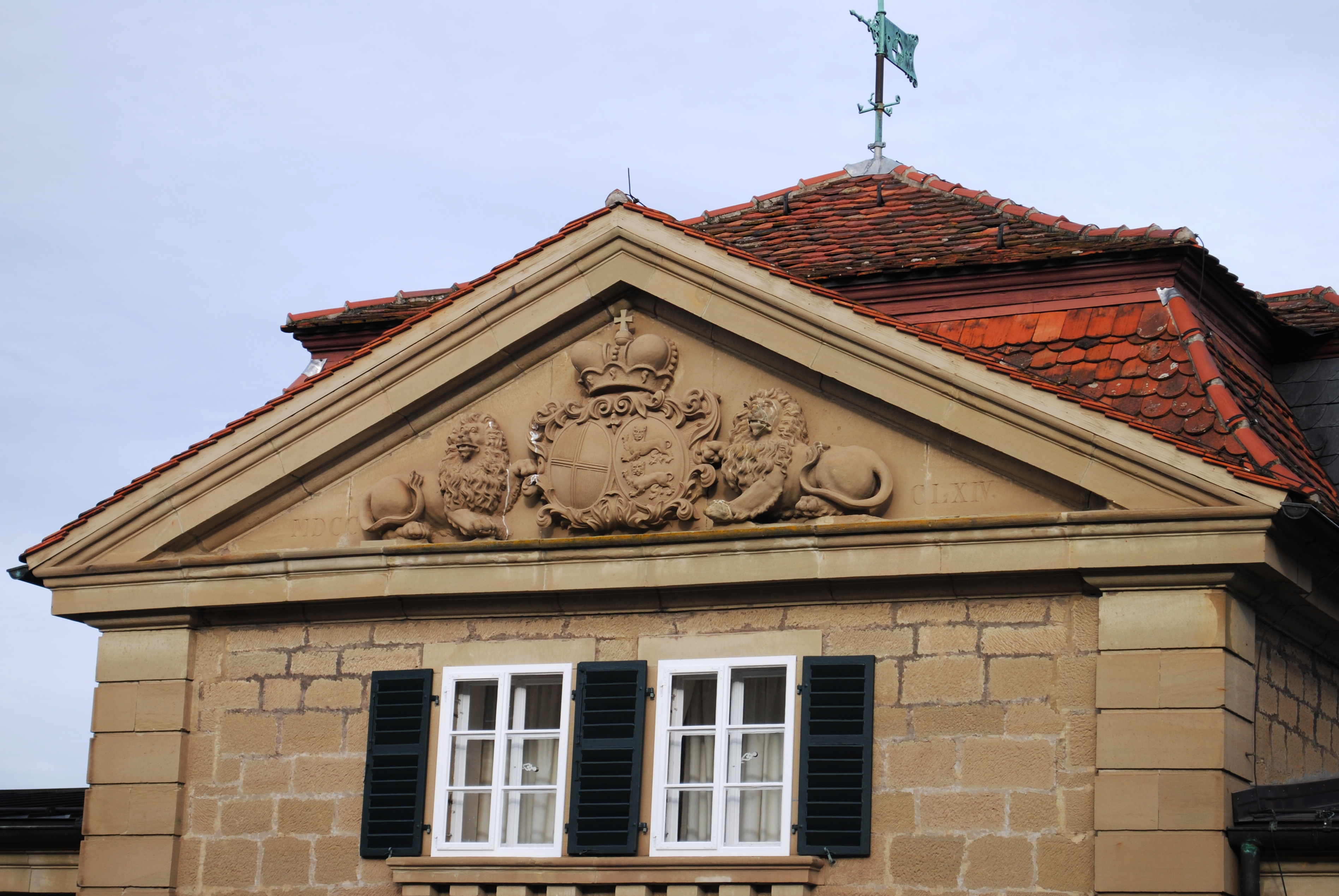
Der Schlossgiebel mit dem Casteller Wappen
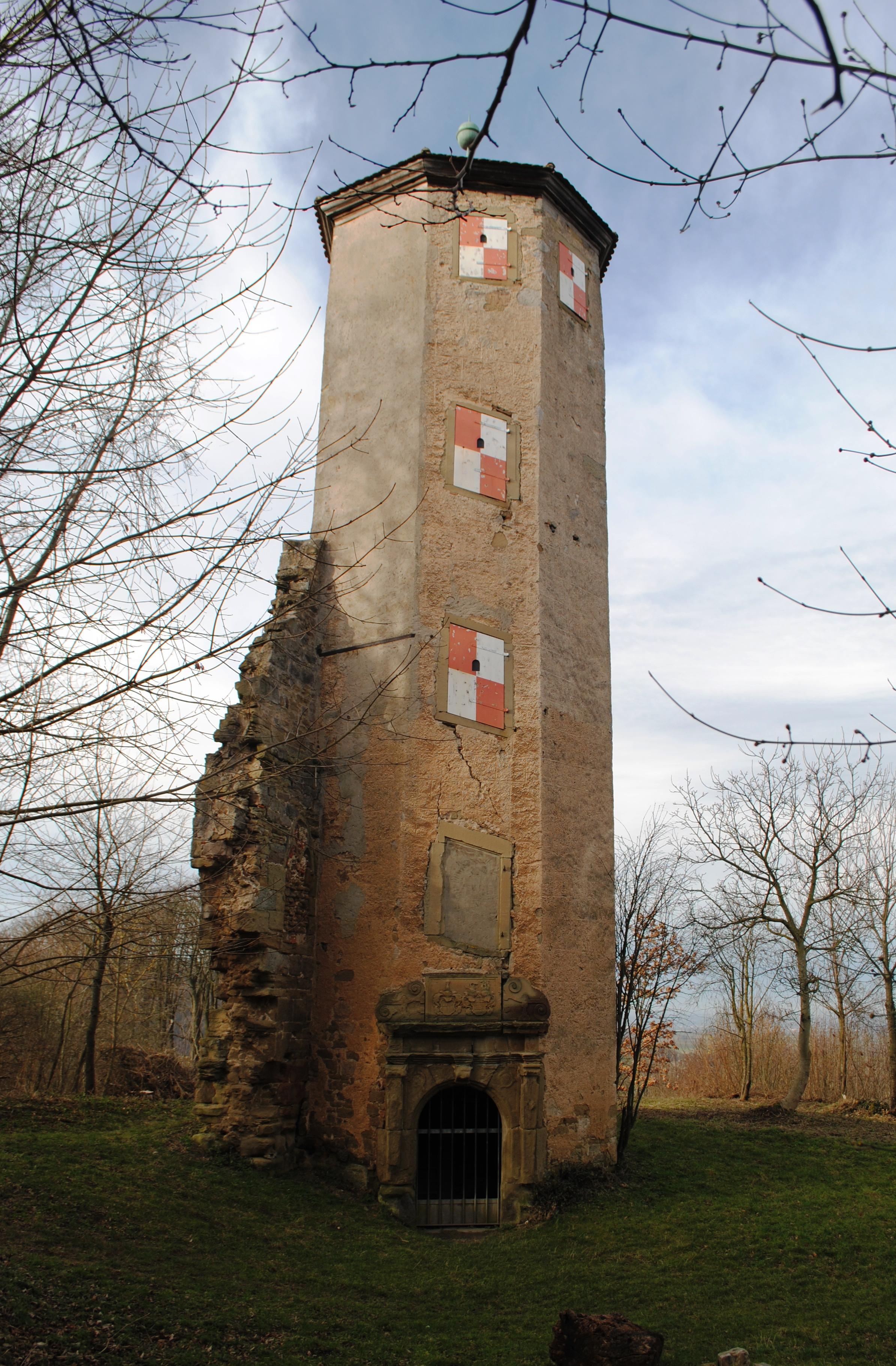
Der Turm des alten Schlosses
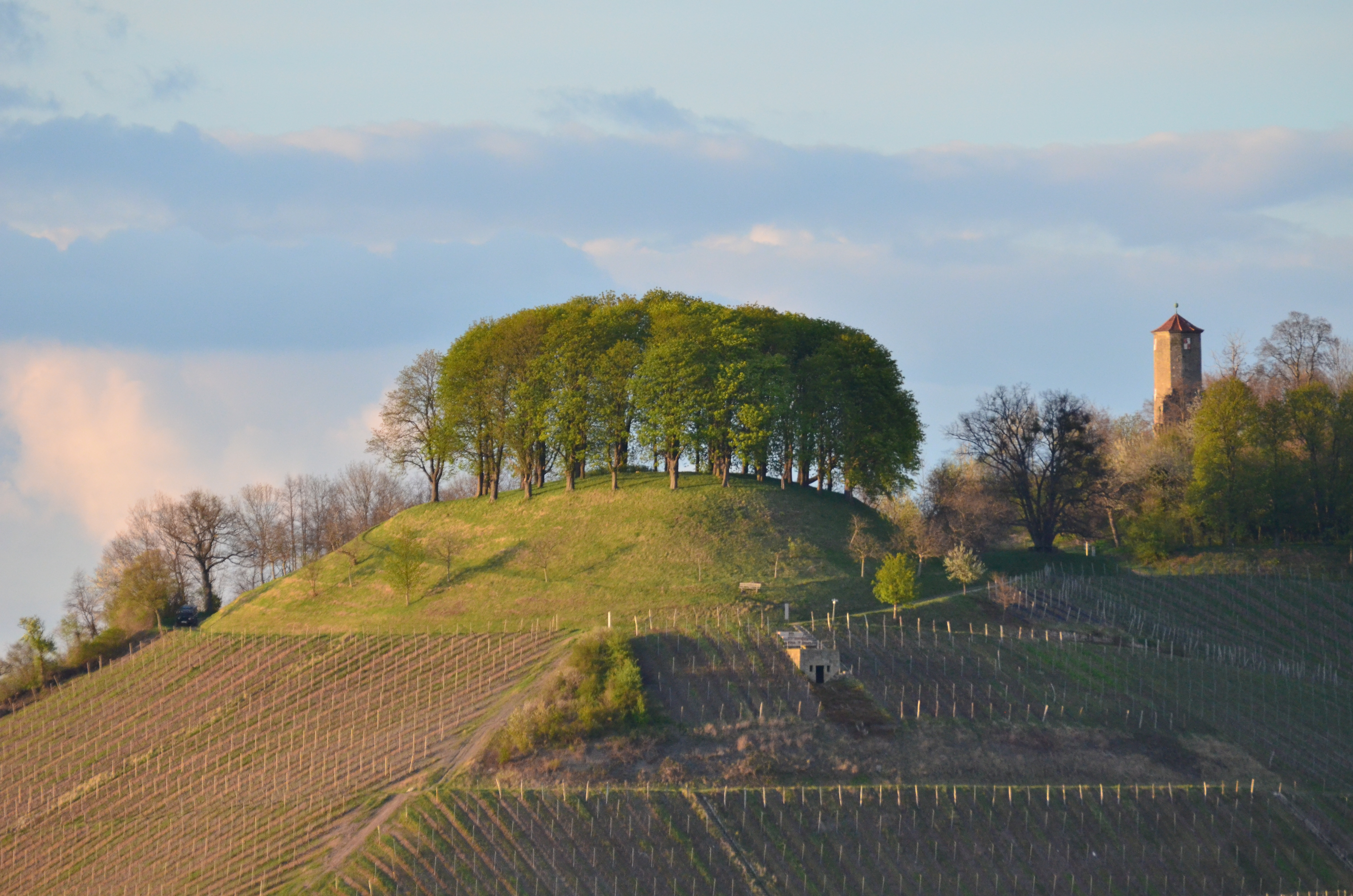
Der Turmhügel Altcastell
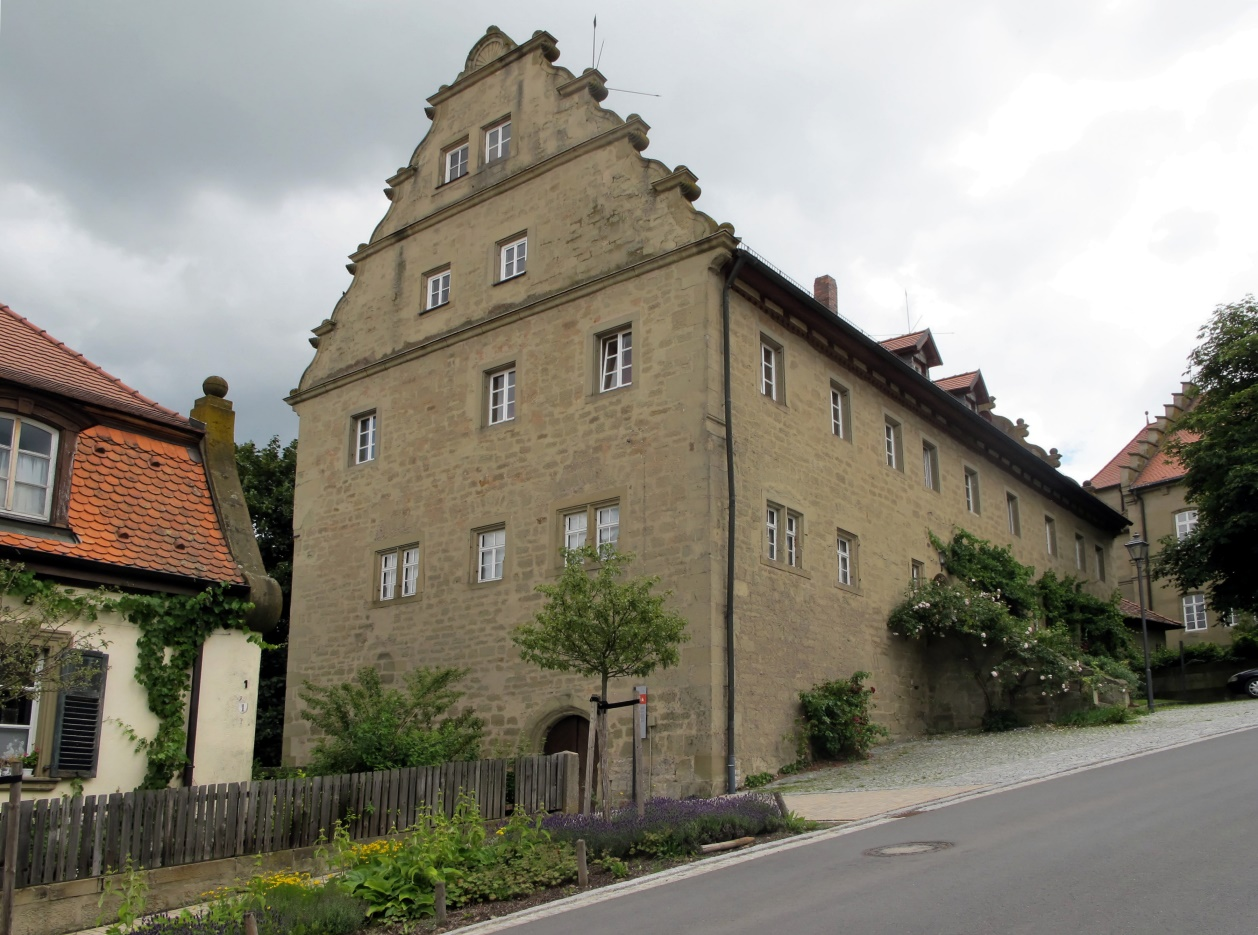
Das ehemalige Wildbad
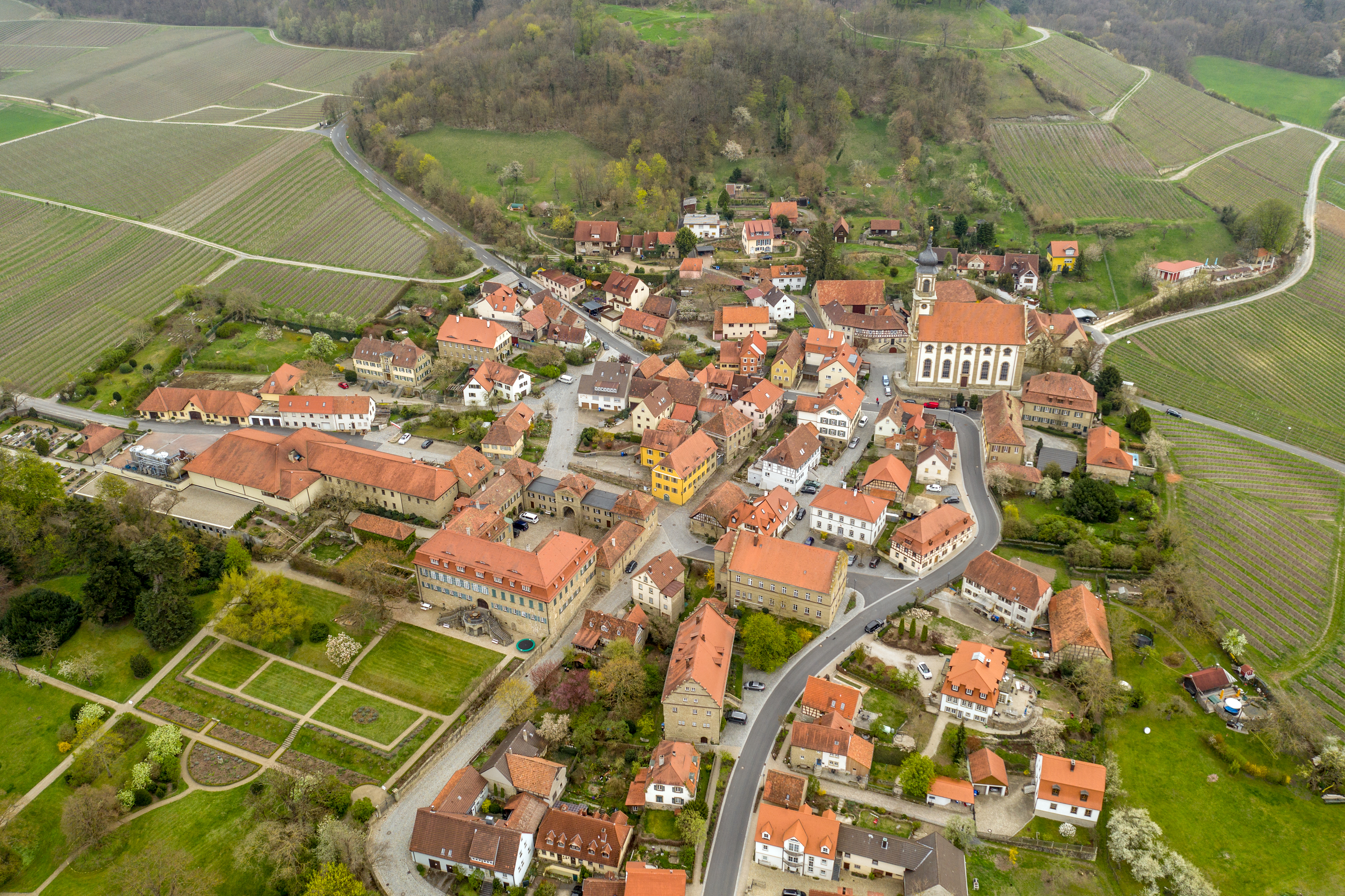
Ortskern Castell mit Schloss und Kirche

### Sagen

#### Die Rettung des jungen Grafen
Zur Zeit des Bauernkrieges lagerten die Aufständischen des Unterlandes beim Kloster Mariaburghausen, welches sie zuvor ausgeplündert hatten. Zufällig hielt sich ein Graf von Castell mit drei seiner adeligen Freunde in der Nähe auf und besuchte, ärmlich gekleidet, das Lager der Bauern. Während die Bauern feierten, kam eine Frau mit einem kleinen Kind auf dem Arm hinzu. Der Graf erkannte ihn als seinen Bruder und rief aus: „Ein Castell!“
Die Bauernschaft erkannten nun den verhassten Adeligen und versuchten die Frau von dem Kind zu trennen. Der ältere Graf von Castell und seine Freunde sahen die Gefahr und ergriffen ihre Schwerter. Unter großen Verlusten der Bauern wurden sie schließlich getötet und ihre Leichen im Main versenkt. Einer der Bauern hatte jedoch den jungen Grafen gerettet. Es sollte sich um den letzten Spross des Geschlechts gehandelt haben.

#### Wie Iphofen zu seinem Bürgerwald kam
Eine Gräfin zu Castell verirrte sich einst in einem großen Waldstück an den Hängen des Steigerwaldes. Als es bereits Nacht wurde und zu schneien begann, hatte die Frau noch immer keine rettende Hütte gefunden. Da hörte sie weit entfernt Kirchenglocken und folgte dem Klang. Sie stieß bald darauf auf die Stadt Iphofen, deren St. Veits-Kirche erklungen war. Aus tiefer Dankbarkeit schenkte die Gräfin der Stadt den Wald. Noch heute wird in Iphofen um acht Uhr abends die große Kirchenglocke geläutet.

#### Die Wasserjungfern vom Gründleinsloch

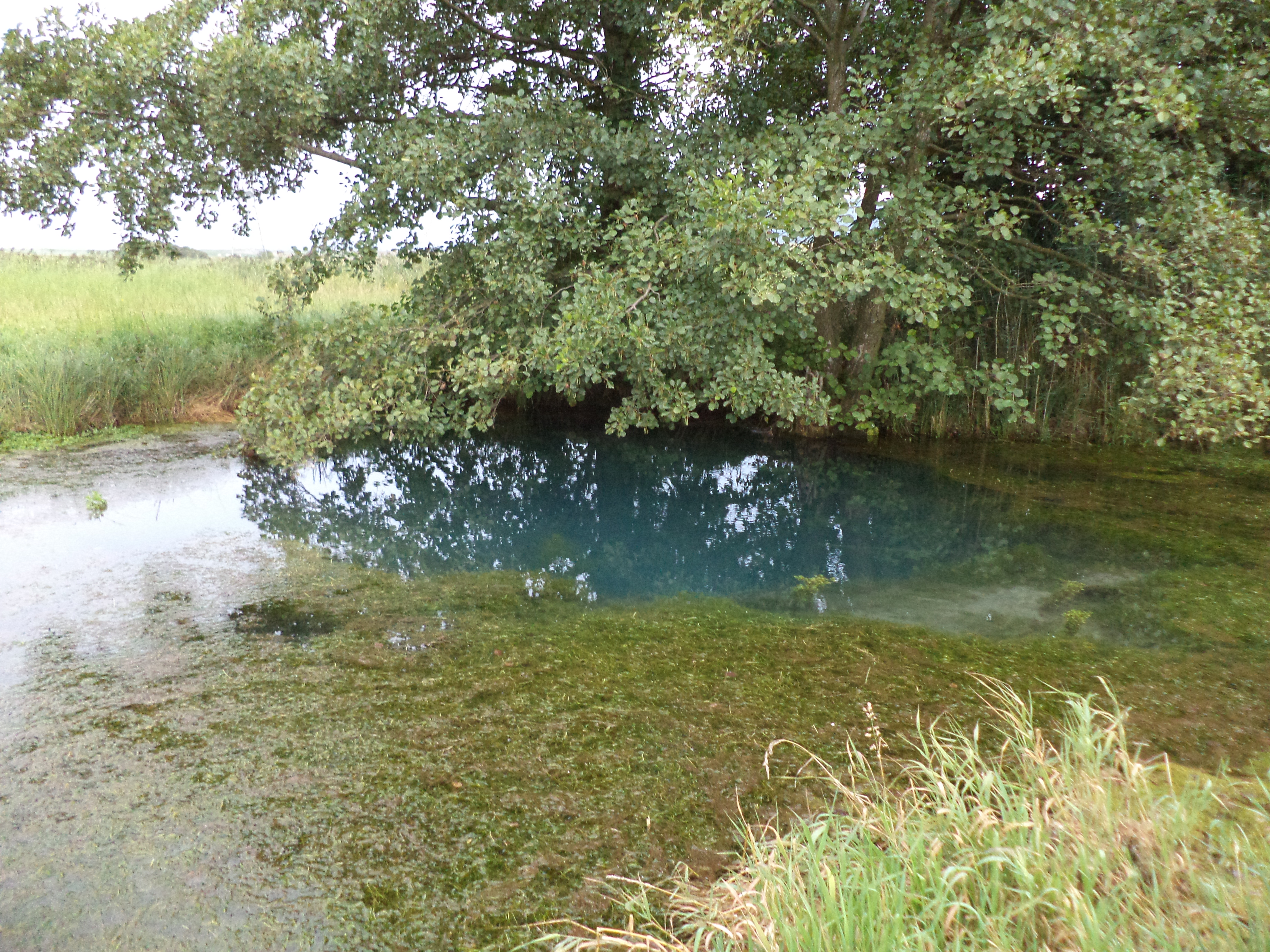
Das Gründleinsloch bei Castell ist Schauplatz mehrerer Sagen

Ähnlich wie im nahen Greuth gibt es auch in Castell eine Sage, die mit dem sogenannten Quellsee oder Gründleinsloch zusammenhängt. Sie geht davon aus, dass das Loch keinen Grund besitzt und es bis in die Hölle reicht.
Ein Graf zu Castell feierte in den Sälen des alten Schlosses auf dem Herrenberg seine Hochzeit. Die laute Musik ertönte auch noch nach Mitternacht bis hinunter ins Dorf. Da betraten drei Jungfrauen mit weißen Gewändern den Saal und zogen die Aufmerksamkeit der Gäste auf ihre außergewöhnliche Schönheit. Viele Männer wollten mit ihnen tanzen und die Feier zog sich bis in die frühen Morgenstunden hin.
Als es dämmerte, brachen die drei Frauen plötzlich unvermittelt auf. Als der Hahn krähte und sie immer noch den steilen Herrenberg hinabstiegen, stand Entsetzen in ihrem Gesicht. Sie stürzten schnell durch die Höfe der Bauern den Berg hinab und sprangen, unten angekommen, in den sogenannten Quellsee. Die Jünglinge, mit denen sie getanzt hatten, rannten hinterher. Als sie in das Wasser blickten, kam ihnen ein Blutstrom aus der Tiefe entgegen.
Eine weitere Variante der Sage verlegt die Handlung in die Nacht vor der Schlacht am Cyriakusberg im Jahr 1266. Sieben Entlein verschwinden im Brunnen der Burg und tauchen als die sieben Nornen am Gründleinsloch wieder auf. Hier begannen sie die Nacht hindurch zu spinnen und zerstörten ihr Werk, bevor der Morgen graute. Dann verschwanden alle bis auf zwei wieder im Gründleinsloch. Am nächsten Tag wurden fünf Grafen zu Castell während der Schlacht getötet.

#### Der Goldgräber
Ein Mann wanderte einst durch das Maintal. Er hatte einen dicken Ranzen auf seinem Rücken, in dem er neben einer Hacke und einem Sieb auch ein silbernes Hämmerchen mitführte. Mit diesen Werkzeugen prüfte er die Gesteine, die er am Rande des Flusses fand. So kam er auch nach Castell und fand bei einer Köhlerfamilie im Wald zwischen dem Dorf und Birklingen für eine Nacht Obdach. Am nächsten Morgen präsentierten die Kinder des Köhlers dem Steinsammler einige goldene Steinchen, die sie am Grunde des nahen Baches gefunden hatten.
Dessen Interesse war geweckt und er zog weiter in Richtung der Quelle des Baches. Hier begann er an einem großen Felsen zu graben aus dem das Wasser sprudelte. Bald hatte er mehrere kleine Stückchen des Goldes gesammelt, trieb aber seine Spitzhacke immer weiter in das Gestein. Eines Tages stieß er auf eine Höhle, deren Eingang aber noch durch einen Steinhaufen versperrt war. Hierher wollte er vorstoßen und führte seine Arbeit weiter fort.
Eines Morgens erwachte der Goldgräber und fand auf einem Stein ein kleines Männchen sitzen. Er wollte den Kleinen grüßen, aber der antwortete ihm nicht. Stattdessen beobachtete er den Goldgräber bei seinem Tagwerk. Tagelang wartete das Männlein ohne ein Wort zu sagen und sah zu wie der Eingang zur Höhle immer größer wurde. Als nur noch ein Stein den Eingang versperrte, rief das Männchen plötzlich: „Tue es nicht! Bitte tu’ s nicht!“
Der Goldgräber wandte sich dem Männchen zu und fragte, warum er dies nicht tun sollte. Gebetmühlenartig wiederholte aber das Männlein nur seine Bitte. Daraufhin räumte der Gräber den letzten Brocken zur Seite. In diesem Moment explodierte der gesamte Berg, an dem der Goldgräber gearbeitet hatte. Der Felsen mit dem Mann versank im Untergrund. Heute liegt an der Stelle der Sage ein kleiner See. Hier wurde in der Vergangenheit wirklich Gold gefunden.

#### Das Sulzemännle
Wie in den benachbarten Orten Friedrichsberg und auf dem Gebiet der Wüstung Dürnitz an den Hängen des Steigerwaldes, existiert auch in Castell eine Erzählung über das sogenannte Sulzemännle, das Wanderer in die Irre führt.
Als die Stollburg im Bauernkrieg niedergebrannt wurde, rettete eine Magd den jüngsten Sohn des Grafen Wolfgang aus den Flammen. Sie wollte mit dem Kind noch in der Nacht das sichere Castell erreichen und lief durch den Steigerwald. Sie hatte sich bald im tiefen Wald verirrt, als sie plötzlich ein schwankendes Licht näherkommen sah. Die Magd folgte ihm und stand bald vor einer kleinen Person mit einem langen Bart, die in einen Mantel gehüllt war und eine Laterne vor sich her trug.
Das Männchen fragte: „Wo willst du denn hin?“ und die Magd Gret erklärte ihm ihr Anliegen. Das Sulzemännle sagte: „Na, da hast du dich aber sehr in der Richtung geirrt. Komm!“ Die Magd folgte dem kleinen Männchen mit dem schlafenden Kind. Nach einer ganzen Weile erreichten die drei Wanderer das sogenannte Mordkreuz bei den Fichten und die Magd kannte nun den Weg. Als sie sich bei ihrem Retter bedanken wollte, war das Männchen verschwunden.

#### Die blaue Schutzfrau
Einst lebte der Graf Konrad zu Castell in der Burg. Er hatte eine junge Frau und einen kleinen Sohn. Der Kaiser  plante einen Kriegszug in die südlichen Gebiete und der Graf musste seinem Herren folgen. Seine Frau bekümmerte dies sehr und sie sagte: „Wenn du im fernen Lande einmal so in Not gerätst, dass du keinen Ausweg siehst, dann wende dich nach Norden, nach Deutschland hin, und rufe dreimal meinen Namen Imma!“
Graf Konrad zog in den Krieg und dachte immer an seine Gemahlin, die ihn im blauen Kleid verabschiedet hatte. Der Graf tat sich im Kampf hervor und war bald einer der berühmtesten Feldherren im Heer des Kaisers. Da verirrte er sich und wurde von der kaiserlichen Armee getrennt. Nun war er ein leichtes Ziel für seine Feinde. Sie setzten ihn gefangen und sperrten ihn in einen hohen Turm, wo er an einer schweren Eisenkette gefangen gehalten wurde.
Von seinen Kameraden wurde der Graf für tot erklärt, nachdem der Kaiser Frieden mit seinen Feinden geschlossen hatte und über die Alpen zurückgekehrt war. Den Grafen quälte aber das Heimweh. Oft dachte er daran, seine Gattin um Hilfe zu rufen, aber eine innere Stimme warnte ihn: „Tu’s nicht, tu’s nicht.“ In einer stürmischen Herbstnacht wurde das Heimweh dann zu übermächtig und der Graf rief in seiner Verzweiflung dreimal den Namen seiner Frau.
Der Kerker wurde plötzlich mit blauem Licht geflutet und die geisterhafte Erscheinung seiner Gemahlin stand vor Graf Konrad. Sie sprengte seine Ketten und führte ihn hinaus, wo ein Pegasos den Grafen nach Franken zurückbrachte. Als der Morgen graute fand er sich vor seinem Schloss in Castell wieder und wollte seine Frau sehen. Die Turmwache, die ihn erkannte sagte: „Oh, ihr seid zur bösen Stunde heimgekehrt.“ Imma war genau in dem Moment, in dem er ihren Namen rief, mit den Worten „Ich komme“ verstorben.
Die blaue Schutzfrau Imma rettete auch spätere Grafen Castell aus höchster Not. So handelt eine andere Sage vom Grafen Konradin, der während des Bauernkrieges noch in der Burg Castell weilte. Die blaue Schutzfrau erschien ihm und führte ihn zu einem Geheimgang in den Kellern der Burg, der sie bis in die Steinbrüche am Vogelwald geleitete. So konnte die Familie Castell vor dem Bauernhaufen fliehen.

## Weinbau

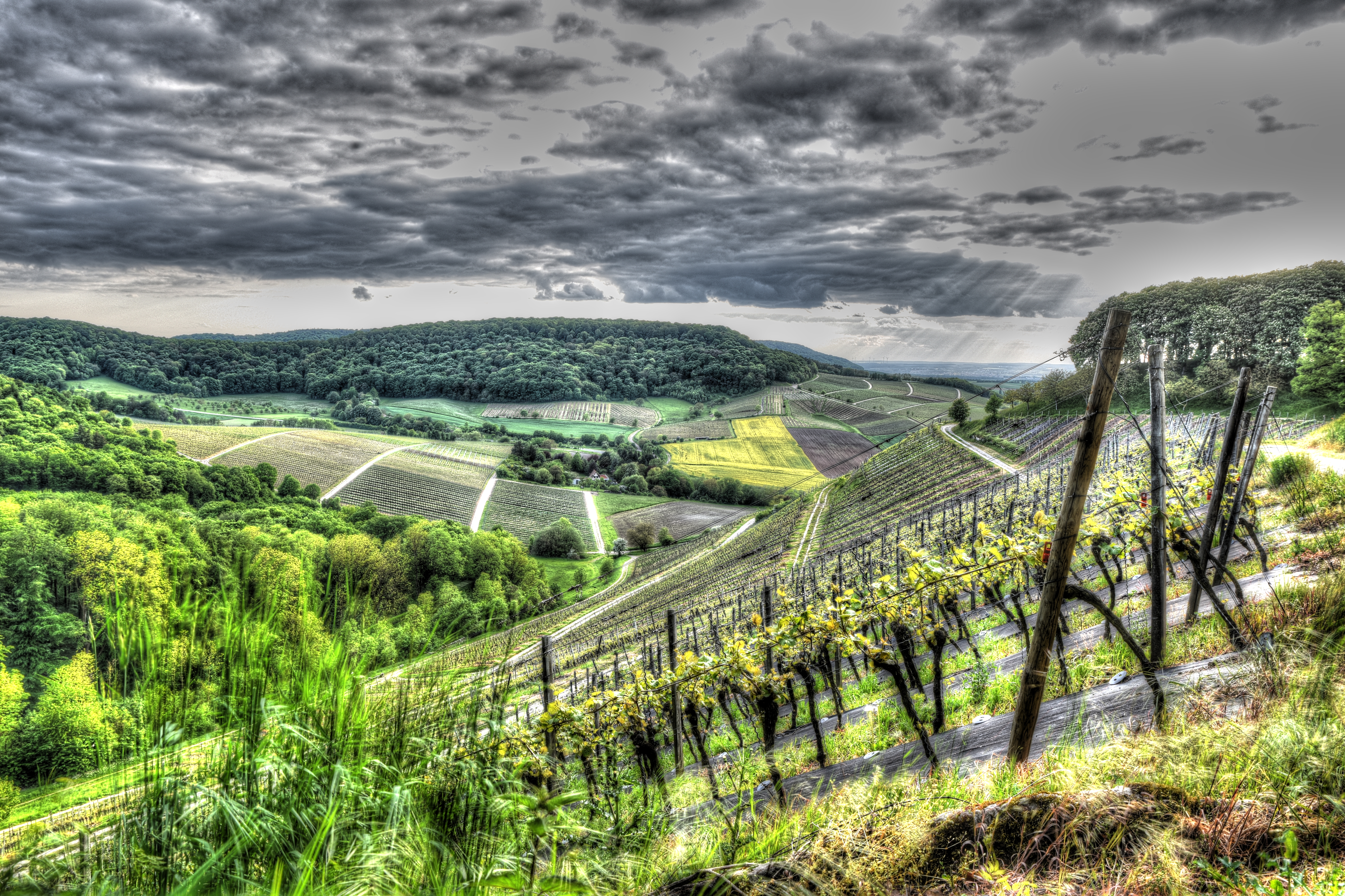
Weinberge südöstlich gelegen von Castell (Aufnahmetechnik HDR-Bild = high dynamic range image)

Castell ist heute ein bedeutender Weinbauort im Anbaugebiet Franken. Insgesamt acht großlagenfreie Weinlagen existieren um das Dorf, die bedeutendste ist der Casteller Schlossberg. Die Weinlagen wurden in den 1970er Jahren zwar zur Großlage Casteller Herrenberg zusammengefasst, allerdings blieb man bei der Vermarktung der einzelnen Lagen, sodass die Großlage 2017 aufgelöst wurde. Castell ist Teil des Bereichs Schwanberger Land, bis 2017 waren die Winzer im Bereich Steigerwald zusammengefasst. Die Gipskeuperböden um den Ort eignen sich ebenso für den Anbau von Wein, wie die Lage in der Maingauklimazone, die zu den wärmsten Deutschlands gehört.
Bereits seit dem Frühmittelalter betreiben die Menschen um Castell Weinbau. Die fränkischen Siedler brachten wohl im 7. Jahrhundert die Rebe mit an den Main. Erstmals erwähnt wurden die meisten Weinlagen in Castell bereits im Jahr 1266. Im Mittelalter gehörte die Region zum größten zusammenhängenden Weinbaugebiet im Heiligen Römischen Reich. Die Menschen betrieben zumeist Nebenerwerbsweinbau zur Selbstversorgung, gleichzeitig bildeten sich bereits Exportzentren insbesondere entlang des Maines heraus. In Castell wurde überwiegend für den Hausgebrauch oder das Grafengeschlecht produziert.
Der Weinbau erlebte nach der Mediatisierung zu Beginn des 19. Jahrhunderts einen umfassenden Niedergang. Vor allem klimatisch weniger begünstige Lagen gab man vollständig auf. Zusätzlich erschwerte das Aufkommen von Schädlingen wie der Reblaus den Anbau. Konsolidieren konnte sich die Weinbauregion Franken erst wieder in der zweiten Hälfte des 20. Jahrhunderts. Der Einsatz von Düngern und verbesserte Anbaumethoden hatten dazu ebenso beigetragen wie die Organisation in Genossenschaften und die Flurbereinigung der 1970er Jahre.
Von den vielen kleinen Lagen umfasst die größte, der Casteller Bausch, 30 ha. Sie prägen wieder das Landschaftsbild des Ortes. Wichtigstes Weingut in Castell ist das Fürstlich Castell’sche Domänenamt, das zum Verband Deutscher Prädikatsweingüter (VDP) gehört. Durch das Bayerische Landesamt für Umwelt erhielt das Weingut 2014 die Auszeichnung „Boden des Jahres“. Zu einem der ältesten Weinfeste Frankens zählt das Casteller Schlossweinfest, das bereits über fünfzigmal  Ende Juli im Schlosspark stattfand.
| Weinlage   | Größe 1993 | Größe 2019 | Himmelsrichtung           | Hangneigung | Hauptrebsorten                | Großlage                         |
| ---------- | ---------- | ---------- | ------------------------- | ----------- | ----------------------------- | -------------------------------- |
| Bausch     | 15 ha      | 30 ha      | Norden, Nordwesten        | 10–35 %     | Müller-Thurgau, Silvaner      | großlagenfrei, Abtswinder Schild |
| Feuerbach  | 4 ha       | unklar     | Nordwesten, Norden        | 15–30 %     | Burgunder                     | großlagenfrei                    |
| Hohnart    | 5 ha       | 8 ha       | Süden                     | 20–40 %     | Silvaner, Riesling            | großlagenfrei                    |
| Kirchberg  | 1 ha       | 17 ha      | Osten, Nordwesten, Westen | 20–30 %     | Silvaner                      | großlagenfrei, Abtswinder Schild |
| Kugelspiel | 17 ha      | 29 ha      | Nordwesten, Norden        | 15–30 %     | Müller-Thurgau, Rieslaner     | großlagenfrei                    |
| Reitsteig  | 1 ha       | 5 ha       | Süden                     | 15–35 %     | Burgunder                     | großlagenfrei                    |
| Schloßberg | 5 ha       | 5 ha       | Süden, Südwesten          | 30–60 %     | Silvaner, Riesling, Rieslaner | großlagenfrei                    |
| Trautberg  | 2 ha       | 5 ha       | Süden                     | 15–30 %     | Kerner                        | großlagenfrei                    |

## Persönlichkeiten

### Söhne und Töchter der Gemeinde
- Charlotte Henriette zu Castell Remlingen (1729–1797), Schriftstellerin[19]
- Carl Heinrich Friedrich Hornschuch (1766–1839), Politiker und Stifter[20]
- Heinrich Adolph von Zwanziger (1776–1835), bayerischer Offizier und Regimentskommandeur
- Friedrich Ludwig zu Castell-Castell (1791–1875), Politiker und Gutsbesitzer
- Ludwig von Schorn (1793–1842), Kunsthistoriker, Museumsdirektor
- Carl zu Castell-Castell (1801–1850), Offizier
- August Friedrich Spieß (1806–1855), Kupferstecher, Maler
- Ludwig von Jan (1807–1869), deutscher Klassischer Philologe und Gymnasialdirektor
- Heinrich Müller (1820–1864), Augenheilkundler und Hochschullehrer
- Friedrich Schad (1841–), Professor, Historiker[19]
- Oscar Eyselein (1847–1892), Mediziner
- Friedrich Carl zu Castell-Castell (1864–1923), Fürst zu Castell-Castell, Standesherr
- Carl Parrot (1867–1911), Ornithologe
- Carl zu Castell-Castell (1897–1945), Offizier
- Wolfgang Brügel (1883–1945), Politiker, MdL aus Greuth
- Albrecht zu Castell-Castell (1925–2016), Unternehmer und Privatbankier
- Carolin Meyer (* 1995), Fränkische Weinkönigin 2019/2020 aus Greuth

Da Castell lange Zeit eine Residenz der Grafschaft Castell war, wurden im Schloss auch mehrere, später regierende, Grafen geboren:
- Wolfgang Georg II. zu Castell-Remlingen (1694–1735), Landesherr
- Ludwig Friedrich zu Castell-Remlingen (Spitzname Lutz) (1707–1772), Landesherr
- Christian Friedrich Carl zu Castell-Remlingen (1730–1773), Landesherr

### Mit Castell verbunden
- Paulus Papius (um 1560–1607), Secretarius und Historiker, Papius leitete die Verwaltung der Grafschaft Castell
- Johann Caspar Hornschuch (1737–1794), lutherischer Geistlicher, Pionier der Bienenzucht
- Friedrich Adolf von Zwanziger (1745–1800), Diplomat und Politiker, Zwanziger war Kanzleidirektor der Grafschaft Castell
- Julius Schunck (1822–1857), lutherischer Geistlicher, Pionier der Inneren Mission, Schunck wirkte als Pfarrer in Castell
- August Sperl (1862–1926), Archivar und Historiker, Sperl wirkte als fürstlich-castell’scher Archivar
- Albert Schübel (1891–1968), Archivar, Schübel wurde in Hof an der Saale geboren und wirkte als fürstlich-castell’scher Archivar[21]
- Theodor Mebs (1930–2017), Ornithologe, Mebs wuchs als Sohn des damaligen Casteller Pfarrers Rudolf Mebs im Ort auf und starb hier
- Jesko zu Dohna (* 1961), Historiker und Archivar, zu Dohna leitet seit 1992 das Fürstlich Castell’sche Archiv